# Velîkoploske, Rozdilna
Velîkoploske (în ucraineană Великоплоске, în trecut Ploskoe, în română Plosca Mare) este localitatea de reședință a comuna Velîkoploske din raionul Rozdilna, regiunea Odesa, Ucraina. Potrivit recensământului din 2001, are o populație de 3.344 locuitori. Anterior, localitatea a făcut parte din raionul Tiraspol al RASSM Moldovenești.
Conform recensământului sovietic din anul 1939, populația localității era de 7.263 locuitori, dintre care 7.114 (97.95 %) ruși, 130 (1.79 %) ucrainieni și 5 (0.07 %) moldoveni (români).

## Demografie
Componența lingvistică a comunei Velîkoploske
     Rusă (92,43%)
     Ucraineană (5,95%)
     Română (1,23%)
     Alte limbi (0,27%)
Conform recensământului din 2001, majoritatea populației comunei Velîkoploske era vorbitoare de rusă (92,43%), existând în minoritate și vorbitori de ucraineană (5,95%) și română (1,23%).